# Вокінг (футбольний клуб)
ФК «Вокінг» (англ. Woking Football Club) — англійський футбольний клуб з однойменного міста, заснований 1889 року. Виступає в Національній лізі. Домашні матчі приймає на стадіоні «Кінгфілд Стедіум», потужністю 6 036 глядачів.